# Університет новітніх технологій
Приватний вищий навчальний заклад Університет новітніх технологій (скорочено ПВНЗ УНТ) — заклад вищої освіти розташований в м. Києві.

## Загальна інформація
Сьогодні в університеті навчаються студенти за денною та заочною формами навчання. 
За час свого існування університет підготував понад 7000 кваліфікованих фахівців. За якісну підготовку молодих спеціалістів Університет нагороджений багатьма грамотами та подяками, серед них Почесною грамотою Державного комітету України по земельних ресурсах.
Серед випускників, що закінчили наш ВНЗ, є керівники, що займають провідні посади в структурних підрозділах служби з питань геодезії картографії та кадастру України, Міністерства екології та природних ресурсів України, в юридичних установах, фінансово-банківських структурах, будівельних організаціях та інших виробничих структурах. Окремі студенти-випускники продовжили науково-педагогічну діяльність та захистили дисертації.

## Історія
Відповідно до Указу Президента України про необхідність проведення реформ в галузі земельних відносин, за ініціативою Головного управління геодезії, картографії та кадастру, в 1996 році був заснований Київський інженерно-технічний інститут – КІТІ, який з 05.03 2001 року змінив назву на Київський інститут менеджменту та інформаційних технологій при Національному авіаційному університеті (КІМІТ при НАУ), а 22.06. 2005 року змінив назву на Інститут землевпорядкування та інформаційних технологій при Національному авіаційному університеті (ІЗІТ при НАУ).
У 1996 році інститут одержав ліцензію на право здійснення освітньої діяльності згідно з засновницькими документами та наказами Міністра освіти України (№38 від 04.02. 1998 р. і №465 від 30.12. 1999 р.) як навчально-науково-технічний комплекс у складі НАУ, ІЗІТ при НАУ та КТТ НАУ (Київський топографічний технікум Національного авіаційного університету) на засадах спільної навчально-виховної, наукової та господарської діяльності.
З 2011 р. ІЗІТ при НАУ перейменовано в Університет новітніх технологій. Університет є вищим навчальним закладом приватної форми власності, що готує фахівців коштом фізичних або юридичних осіб.

## Структура університету

### Кафедри
- Кафедра геодезії, землеустрою та екології
- Кафедра правознавства

## Спеціальності та спеціалізації за якими університет проводить підготовку[1]

### Бакалаврат
- Фінанси, банківська справа та страхування (072)
- Право (081)
- Екологія (101)
- Комп'ютерні науки (122)
- Геодезія та землеустрій (193)

### Магістратура
- Геодезія та землеустрій (193):
  1. Землеустрій та кадастр
  2. Геоінформаційні системи і технології